# Robert de Sorbon

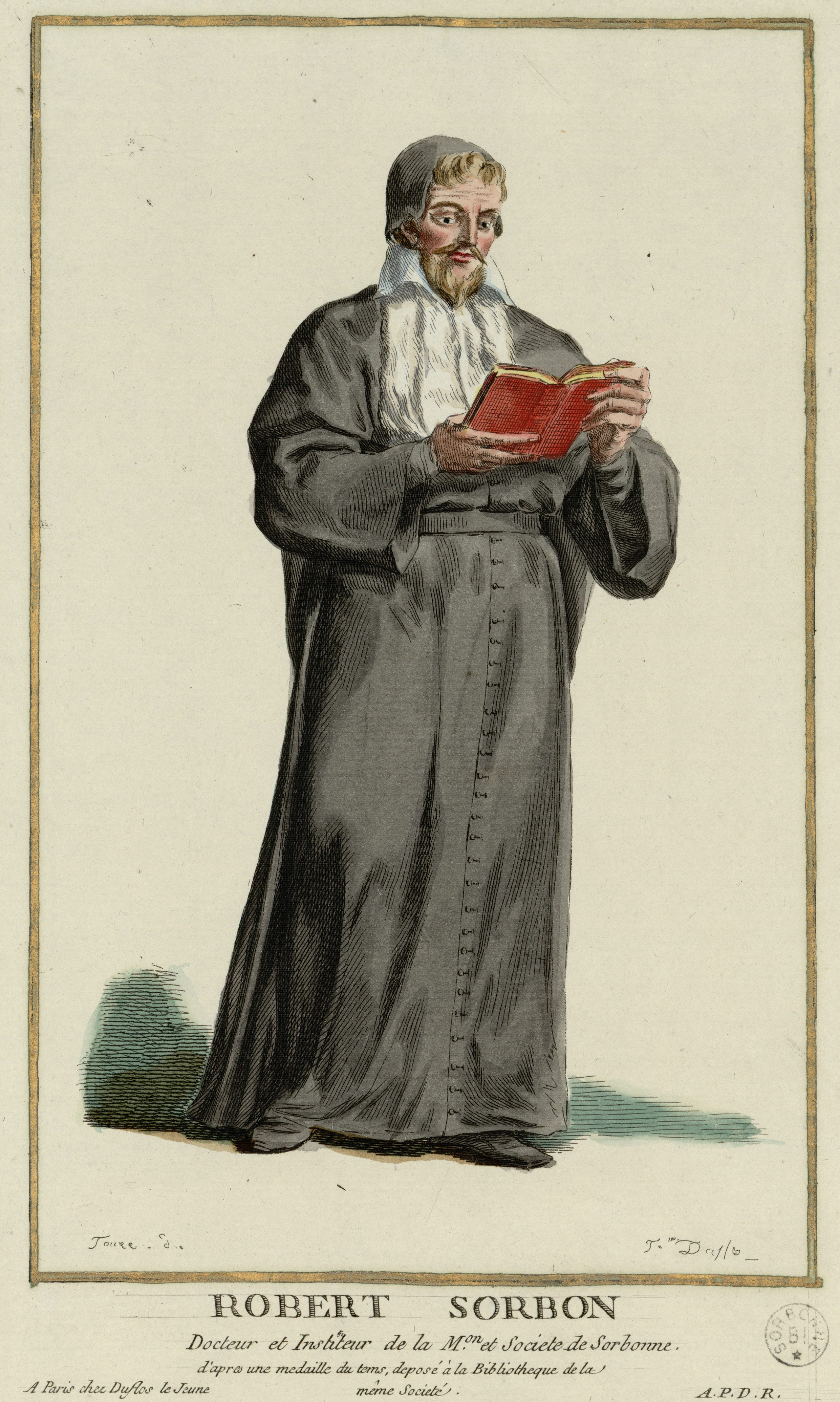
Robert de Sorbon

Robert de Sorbon (francês: [sɔʁbɔ̃] ; 9 de outubro de 1201 - 15 de agosto de 1274) foi um teólogo francês, capelão de Luís IX da França e fundador do colégio Sorbonne em Paris.

## Biografia
Nascido em uma família pobre em Sorbon, no que hoje é o départment de Ardennes, Robert de Sorbon entrou na Igreja e foi educado em Reims e Paris. Ele era conhecido por sua piedade e atraiu o patrocínio do Conde d'Artois e do Rei Luís IX da França, mais tarde conhecido como São Luís. Ele se tornou o cônego de Cambrai por volta de 1251 antes de ser nomeado cônego de Paris e confessor do rei em 1258.
Sorbon começou a ensinar por volta de 1253 e em 1257 fundou a Maison de Sorbonne, uma faculdade em Paris originalmente destinada a ensinar teologia a vinte alunos pobres. Foi patrocinado pelo Rei Luís e recebeu o aval do Papa Alexandre IV em 1259. Ele foi assistido por Pedro de Limoges. Posteriormente, cresceu e se tornou um importante centro de aprendizagem e se tornou o núcleo do que se tornaria a Universidade de Paris. Sorbon serviu como chanceler da universidade, ensinou e pregou lá de 1258 até sua morte.
Ele morreu em Paris em 1274.
A biblioteca da Universidade de Reims, inaugurada em 2006, leva o nome de Robert de Sorbon.